# Коликвациона некроза
Коликвациона некроза је врста некрозе у којој ензими ћелија у потпуности растварају ткиво, тако да се некротични део ткива размекшава, распада и претвара у течну кашу  мртвог ткива које садржи велику количину течности, и пролази кроз процес миомалације . Коликвациона некроза се развија у ткивима богатим течношћу са високом активношћу хидролитичких ензима, као што је фокус сивог омекшавања мозга .
Ако се коликвациона некроза дешава у органима, на том месту ствара се презнина (дефект). Оваква некроза се примерно дешава у ткиву које је по својој природи влажно (нпр мозак).

## Дефиниција и вресте некрозе
Некроза је реч грчког порекла nekrōsis што значи „смрт“, а касније је прешла на савременији латински назив necrosis. Некроза се може описати као патолошки процес ћелијске смрти који је могао бити резултат инфекција, хипоксије, трауме или токсина. За разлику од апоптозе, некроза је неконтролисана и праћена је ослобађањем многих хемикалија из умируће ћелије које изазивају оштећење околних ћелија. Упала се често покреће због некрозе.
Постоји много врста морфолошких образаца који се могу појавити у некрози, а то су:
- коагулациона некроза,
- коликвациона некроза,
- казеозна некроза,
- гангренозна некроза која може бити сува или влажна, масна и фибриноидна.

За разлику од коагулационе некрозе, коликвациона некроза формира вискозну течну масу док се мртве ћелије варе. Микроорганизми могу да ослобађају ензиме да разграђују ћелије и иницирају имуни и инфламаторни одговор. Ћелијско растварање и варење умирућих ћелија такође могу ослободити нове ензиме, што убрзава процес укапљивања. Микроорганизми стимулишу леукоците да се уђу у некротично подручје и ослобађају моћне хидролитичке ензиме (као што су лизозими) који изазивају локална оштећења и лизу ћелија, изазивајући течну фазу. Ензими одговорни за растварање су изведени или из бактеријских хидролитичких ензима или из лизозомалних хидролитичких ензима. То су протеазе (колагеназе, еластазе), ДНазе и лизозомални ензими. Када ћелије умру од некрозе, оне показују два главна типа микроскопских или макроскопских промена.

## Етиопатогенеза
Неповратно оштећење ћелије као резултат сусрета са штетним стимулансима увек доводи до смрти ћелије. Такви штетни стимуланси укључују инфективне агенсе (бактерије, вирусе, гљиве, паразите), хипоксију и екстремне услове околине као што су топлота, излагање ултраљубичастом зрачењу . Настала смрт је позната као некроза, термин који се обично разликује од других главних последица неповратног оштећења познатог као ћелијска смрт апоптозом.
Влажна некроза, такође позната као коликвациона некроза, карактерише се   делимичним или потпуним растварањем мртвог ткива и трансформацијом у течну вискозну масу. Тако настао губитак структуре ткива се јавља у року од неколико сати након почетка некрозе. За разлику од коликвационе некрозе, коагулациону некрозу карактерише одржавање нормалне структуре некротичних ткива неколико дана након смрти ћелије.
Овај морфолошки изглед је делом последица деловања хидролитичких ензима, који изазивају растварање ћелијских органела у ћелији која пролази кроз некрозу . Ензими одговорни за коликвацију су изведени из бактеријских хидролитичких ензима или лизозомалних хидролитичких ензима.
Три главна фактора доприносе коликвационој некрози  :
- ензимска деградација ћелијских остатака у мртвим или умирућим ткивима,
- ензимско варење околних ткива,
- денатурација ћелијских протеина

Пошто су инфективни агенси богати дигестивним ензимима и вероватно ће изазвати инфламаторни одговор, они могу брзо довести до процеса разградње ћелија. Ово се манифестује влажном некрозом. Растварање и деградацију ћелија изазива неколико ензима, неки од инфективног организма, а неки од лизозома умирућих ћелија.
Ензими укључени у влажну некрозу укључују:
- протеазе (колагеназе, еластазе),
- деоксирибонуклеазе,
- лизозомални ензими

Коликвациона некроза је облик одумирања ткива у коме након почетног отока ткива долази до брзог ензимског разлагања некротичног материјала, што се може назвати омекшавањем, разблажењем (малација) . Код ове врсте некрозе преовлађује хидролитичка деградација ткива. За разлику од коагулационе некрозе, некроза колика се налази у ткивима која имају врло мало коагулираних протеина (као што је мозак) или протеаза које се формирају као секрет (као што је панкреас). Као резултат бактеријске инфекције, коагулациона некроза може, под утицајем хидролазе леукоцита, довести до разблажења ткива сличног коагулационој некрози  (нпр инфицирани инфаркт плућа).
Коликвациона некроза мозга
Занимљиво је да инфаркт који укључује нервни систем (као што је мозак) треба да се манифестује као коагулациона некроза, али се то не догађа, већ је присутна коликвацона некроза. Није у потпуности објашњено зашто нервни систем показује коликвациону некрозу без узрока инфекције, али се сматра да нервни систем садржи већу количину лизозомалног садржаја, који доводи до аутолизе и повећане могућности да ови ензими пробаве ћелије у мозгу.
Коликвациону некрозу мозга карактерише прилично добро дефинисана, микроскопски или макроскопски видљива лезија, која се састоји од мутних, сивкасто-белих до жућкасто-сивих, меких, делимично или потпуно течних остатака ткива. 
Класично се коликвациона некроза посматра код апсцес наком можданих удара. Неурони су склони некрози јер имају много већи садржај лизозома, доминира аутолиза, што доводи до њиховог разводњавања. 
Коликавациона некроза мозга (најчешће исхемијска) почиње смањењем енергетских резерви можданог ткива. Ослобађање и уградња лизозомалних хидролаза и протеаза се дешава у каснијој фази. Као резултат, на месту некрозе формира се шупљина испуњена течношћу (псеудоциста).